# 黑店師徒
《黑店師徒》，是台湾漫画家成风画的漫画作品。在2002年获得了台湾漫画金像奖最佳四格漫画奖，在2003年7月28日获得了台湾国立编译馆优良连环漫画奖甲类图书优良漫画第四名。全二册,为作者第一部漫画作品由华文网出版社集结出书。